# Магури (Тимиш)
Магури (рум. Măguri) насеље је у Румунији у округу Тимиш у општини Лугож. Oпштина се налази на надморској висини од 144 m.

## Прошлост
По "Румунској енциклопедији" место се први пут помиње 1448. године и под тим именом. Прва православна црква брвнара је донета из Варјаша 1775. године.
Аустријски царски ревизор Ерлер је 1774. године констатовао да место "Магуци" припада Бистричком округу, Карансебешког дистрикта. Становништво је било претежно влашко.

## Становништво
Према подацима из 2002. године у насељу је живело 724 становника.

### Попис2002.
| Расподела становништва по националности 2002.‍ | Расподела становништва по националности 2002.‍ | Расподела становништва по националности 2002.‍ | Расподела становништва по националности 2002.‍ | Расподела становништва по националности 2002.‍ |
| --------------------------------------------- | --------------------------------------------- | --------------------------------------------- | --------------------------------------------- | --------------------------------------------- |
|                                               |                                               |                                               |                                               |                                               |
| Румуни                                        | Румуни                                        |                                               | 123                                           | 17,0%                                         |
| Роми                                          | Роми                                          |                                               | 579                                           | 80,2%                                         |
| Украјинци                                     | Украјинци                                     |                                               | 20                                            | 2,8%                                          |